# Hankó Faragó Miklós
Hankó Faragó Miklós (Zirc, 1959. szeptember 6. –) magyar ügyvéd, politikus, 1988-ban a Szabad Demokraták Szövetségének alapító tagja, 1990 és 2010 között országgyűlési képviselő, 2002-től 2006-ig az Igazságügyi Minisztérium politikai államtitkára.

## Élete
Hankó Faragó Mihály mérnök-tanár és Szénási Ilona kollégiumi nevelő fiaként született. Általános iskolai és középiskolai tanulmányait Békéscsabán és Gyomaendrődön végezte, 1977-ben érettségizett a gyomaendrődi Kiss Lajos Gimnáziumban. 1977 és 1978 között a gyomai Kner Nyomdában dolgozott segédmunkásként, majd az édesapja által vezetett gyomaendrődi Mezőgazdasági Szakközépiskola és Szakmunkásképző Intézet képesítés nélküli nevelője lett. 1978-től 1979-ig Kalocsán teljesített sorkatonai szolgálatot, majd 1985-ben a József Attila Tudományegyetem Állam- és Jogtudományi Karán szerzett jogi diplomát.
1985 és 1987 között a Szombathelyi Városi Bíróság fogalmazója volt, majd a Vas Megyei Ügyvédi Kamara ügyvédjelöltje lett. Szakvizsgáját követően, 1988 októberétől Sárváron volt ügyvéd, 1991-ben pedig feleségével közös ügyvédi irodát nyitott Szombathelyen. 1993-ban a Budapesti Közgazdaságtudományi Egyetemen európai uniós szakértői, 2001-ben pedig az Eötvös Loránd Tudományegyetem Állam- és Jogtudományi Karán európai jogi szakjogász végzettséget szerzett.
1988-ban belépett a Szabad Kezdeményezések Hálózatába, majd 1988. november 13-án a Szabad Demokraták Szövetségének tagja lett. 1989 januárjától 1990 áprilisáig a párt szombathelyi csoportjának ügyvivője volt. Az 1990-es országgyűlési választáson Vas megye 1. számú, Szombathely központú választókerületében szerzett mandátumot, majd az 1994-es országgyűlési választáson ismét innen jutott a parlamentbe. Az Országgyűlésben az alkotmányügyi, törvényelőkészítő és igazságügyi bizottság, az európai integrációs ügyek bizottságának, rövid ideig az alkotmányelőkészítő bizottság, illetve az alkotmányügyi, törvényelőkészítő, igazságügyi és ügyrendi bizottság tagja volt.
1990 májusa és decembere között az SZDSZ-frakció vezetőségi tagja és titkára, majd 1991 novemberéig a párt országos ügyvivője volt. 1994-ben az SZDSZ megyei egyeztető tanácsának elnöke lett. 1994 és 1998 között ismét a párt frakciójának vezetőségi tagja volt. Az 1998-as országgyűlési választáson az SZDSZ országos listájáról szerzett mandátumot, az Országgyűlésben az alkotmány- és igazságügyi bizottság tagja, illetve 1998 júniusától 1999 szeptemberéig a párt frakcióvezető-helyettese volt. 1998-ban sikertelenül indult az SZDSZ országos tanácsának elnökségéért.
A 2002-es országgyűlési választáson az SZDSZ és az MSZP közös jelöltjeként ismét Vas megye 1. számú, Szombathely központú választókerületéből jutott a parlamentbe, ahol a 2006-os országgyűlési választáson újból mandátumot szerzett. A Medgyessy-kormány megalakulásakor, 2002 májusában a Bárándy Péter vezette Igazságügyi Minisztérium politikai államtitkárává nevezték ki, tisztségét pedig az első Gyurcsány-kormányban, Petrétei József miniszter alatt is megtartotta. Államtitkári posztját 2006 júniusáig töltötte be.
2007 májusában az SZDSZ frakcióvezető-helyettese lett, az Országgyűlésben a költségvetési, pénzügyi és számvevőszéki bizottság, a foglalkoztatási és munkaügyi bizottság, illetve a mentelmi, összeférhetetlenségi és mandátumvizsgáló bizottság tagja, valamint az alkotmányügyi, igazságügyi és ügyrendi bizottság, és a fogyasztóvédelmi eseti bizottság alelnöke volt. A 2010-es országgyűlési választáson nem szerzett mandátumot.
Felesége 1984-től Teklits Nóra ügyvéd és külkereskedelmi szakjogász, két gyermekük született.